# République soviétique du Terek
 (décembre 2024).

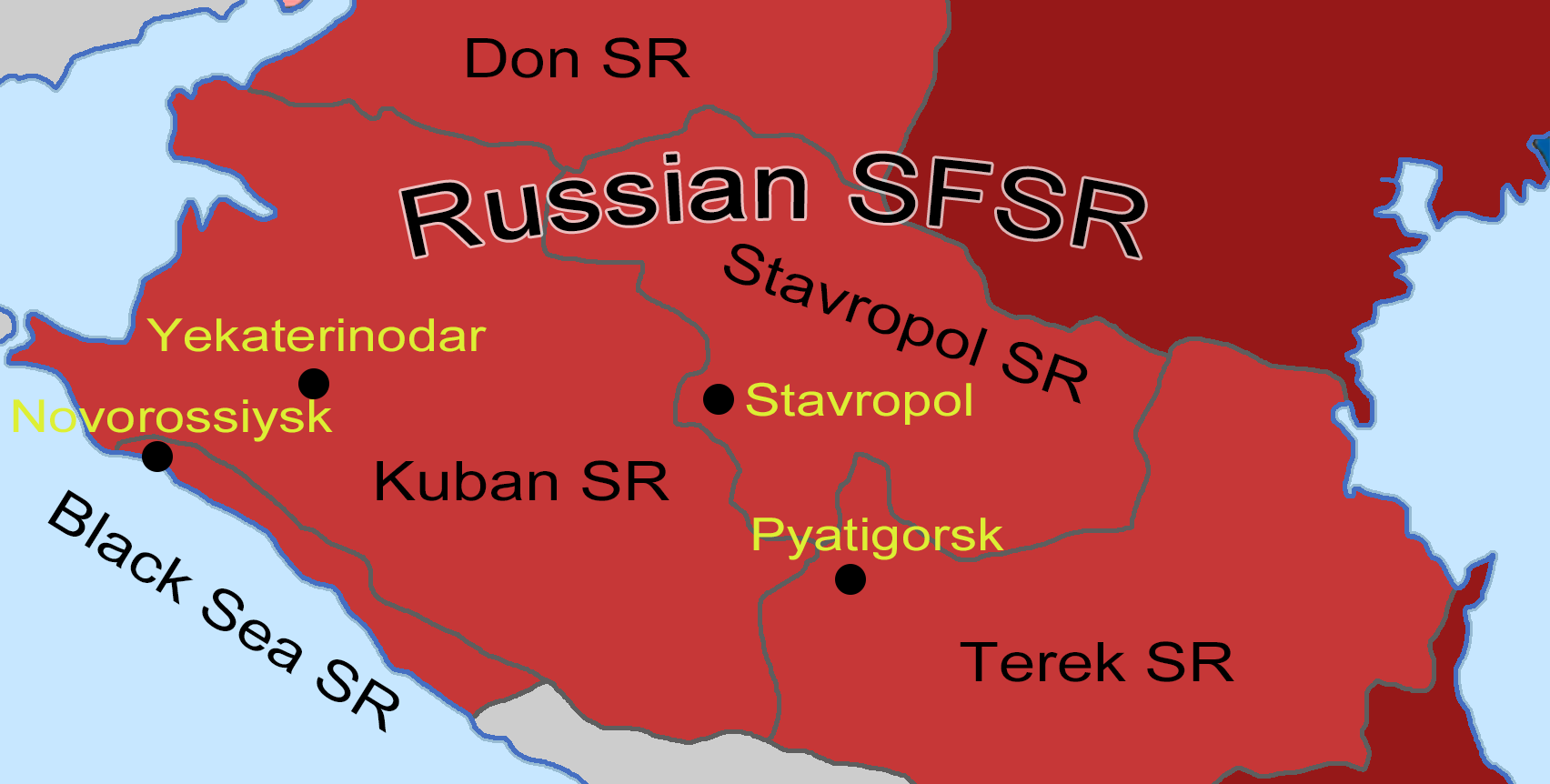
La république soviétique du Terek et les autres républiques du Caucase avant la fusion.

La république soviétique du Terek (en russe : Терская Советская Республика, Terskaïa Sovietskaïa Respoublika) fut créée en mars 1918, sur le territoire de l'oblast du Terek, au sein de la république socialiste fédérative soviétique de Russie. Elle porta le nom du fleuve Terek qui l'arrosait. Sa capitale fut successivement Piatigorsk, puis Vladikavkaz. 
La république soviétique du Terek fusionna le 7 juillet 1918 avec la république soviétique du Kouban et de la mer Noire et la république soviétique de Stavropol pour former la République soviétique nord-caucasienne, qui n'eut elle-même qu'une existence éphémère.